# Tine Rustad Albertsen
Tine Rustad Albertsen född Kristiansen den 12 februari 1980 i Lørenskog, är en inte längre aktiv norsk handbollsspelare, som spelade som mittnia.

## Klubbkarriär
Tine Rustad Albertsen började sin elitkarriär för Fjellhammer IL 1998 och spelade för klubben ett år, och sedan för Nordstrand IF till 2002. Åren 2002–2003 spelade hon för både Larvik HK och Nordstrand IF och noteras som suspenderad, så det har blivit något fel med övergången. Hon spelade sedan under 12 år för Larvik HK 2003–2015. Under åren i Larvik tog hon hem 9 seriemästerskap, 9 titlar i norska cupen och 8 slutspelsvinster i Norge. Internationellt vann hon Cupvinnarcupen i handboll två gånger 2005 och 2008 och dessutom Champions League 2011 med Larvik. År 2009 fick hon en axelskada och tvingades avstå handboll under en tid och fick tacka nej till landslaget. År 2013 var hon gravid och spelade inte för Larvik. Åren 2015–2016 spelade hon för Molde HK och sedan avslutade hon karriären. Från 2018 till 2019 spelade hon för IF Fram på lägre nivå.
År 2009 satte hon målrekord med 21 mål i en match. Hon tillhör en liten grupp spelare som gjort 1000 mål i Larvik.

## Landslagskarriär
Tine Rustad Albertsen debuterade i norska damlandslaget 2005 men det dröjde till 2008 innan hon fick spela i ett mästerskap. År 2008 var hon med och vann EM-guldet med Norge. Hon spelade 43 matcher och stod för 52 mål i landslaget. 